# Kostelec (district de Hodonín)
Pour les articles homonymes, voir Kostelec.
Kostelec (en allemand : Kosteletz) est une commune du district de Hodonín, dans la région de Moravie-du-Sud, en République tchèque. Sa population s'élevait à 889 habitants en 2020.

## Géographie
Kostelec se trouve à 3 km au nord-est du centre de Kyjov, à 20 km au nord de Hodonín, à 44 km au sud-est de Brno et à 229 km au sud-est de Prague.
La commune est limitée par Čeložnice au nord, par Moravany et Hýsly à l'est, par Kelčany au sud-est, par Vlkoš au sud et par Kyjov à l'ouest.

## Histoire
La première mention écrite de la localité date de 1131.